# Santa Bárbara do Leste
Santa Bárbara do Leste este un oraș în Minas Gerais (MG), Brazilia.